# Pseudocrossidium
Pseudocrossidium là một chi rêu trong họ Pottiaceae.